# Simon Humpeller
Simon Humpeller, né à Rottweil dans l'actuel Bade-Wurtemberg et mort avant le 10 janvier 1642, date de publication de son testament, à Vienne en Autriche, est tailleur de pierre de la cour impériale, sculpteur et maître d'œuvre de la cathédrale Saint-Étienne de Vienne.

## Biographie

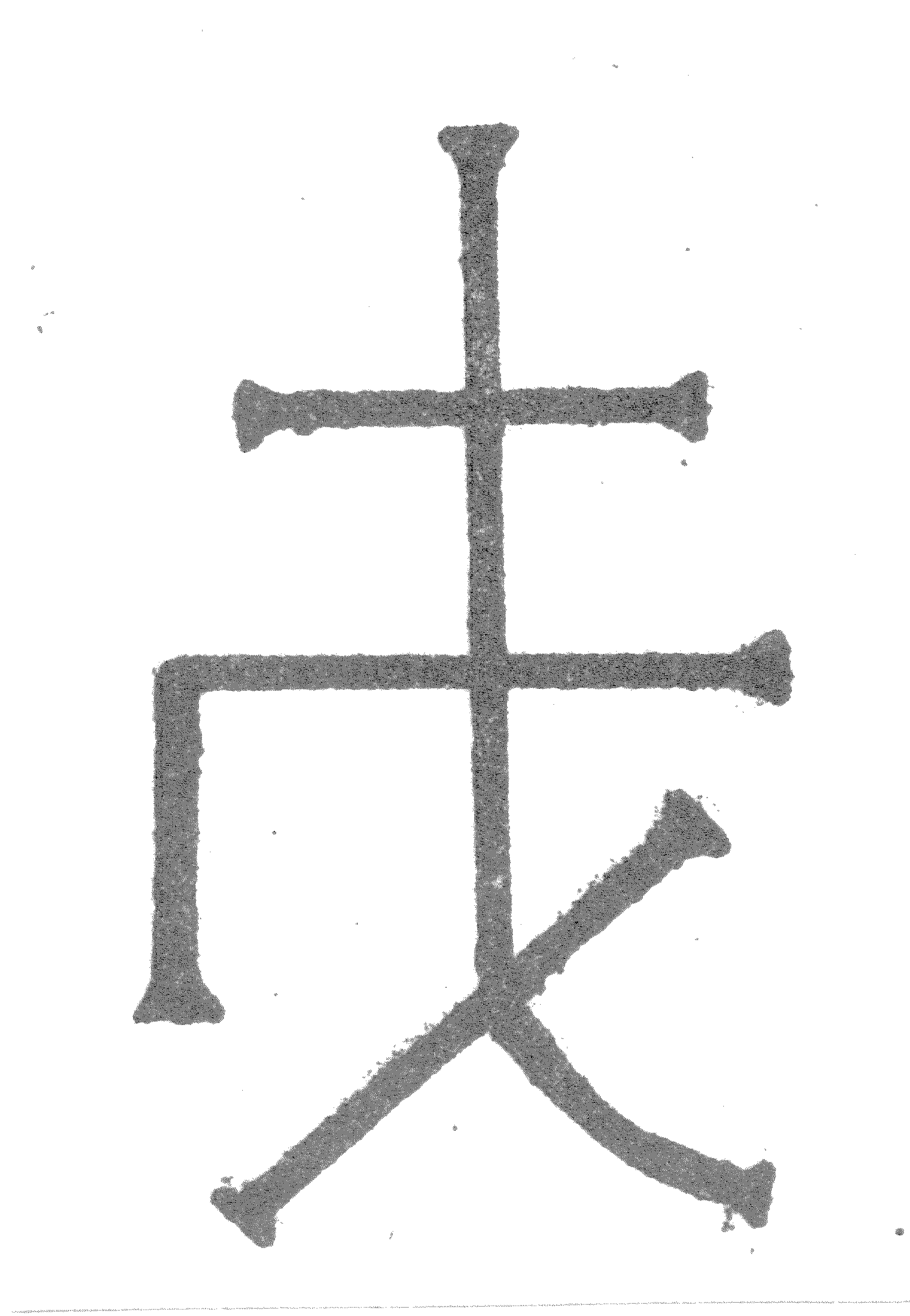
Marque de tâcheron de Simon Humpeller.

Ses feuilles d'impôt montrent qu'il tire des revenus de la taille de pierre, de ses sculptures, de la location de locaux d'habitation et commerciaux, ainsi que de ses vignes, faisant de lui un homme prospère.
Dans le code de l'artisanat de la maçonnerie et de la taille de pierre de Vienne du 10 juillet 1624, il est nommé maître d'œuvre de la cathédrale.
À cette époque, le cardinal Melchior Klesl, archevêque de Vienne, a tant et si bien lutté contre la Contre-Réforme que Vienne est redevenue une ville exclusivement catholique. Lors de la venue du Prince-électeur Maximilien de Bavière en 1635, le constructeur de la cathédrale choisit une façon particulièrement risquée de le saluer : il grimpe sur la tour Saint-Étienne et agite un drapeau en se tenant debout à son sommet. La raison de cette visite est que Maximilien s'est marié le 15 juillet 1635 à Vienne avec l'archiduchesse Marie-Anne d'Autriche (1610-1665), fille de l'empereur Ferdinand II et de Marie-Anne de Bavière. L'empereur et l'électeur sont cousins, tous deux ont reçu leur formation de base au collège des Jésuites d'Ingolstadt, et tous deux s'entendent dans la lutte contre les protestants.

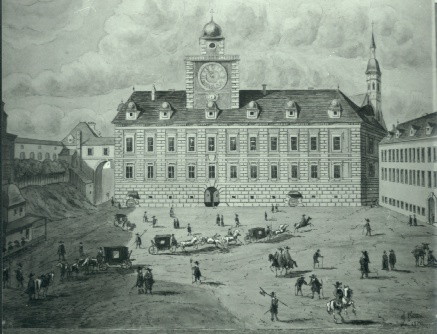
Burgplatz, 1652

À l'été 1640, des travaux de rénovation sont nécessaires dans les salles du Hofburg qui s'étendent vers Saint-Michel et qui contiennent des éléments du trésor impérial. On y constate un affaissement de la voûte et on décide d'étayer le bâtiment, avant d'autres restaurations, de refaire les fondations et de supprimer une cheminée entre la cuisine espagnole et la chambre du trésor. À cette époque, le tailleur de pierre Humpeller est également responsable des cheminées.
Comme témoin, il signe le 1er mars 1641 un important contrat entre l'archevêque de Vienne, Philipp Friedrich von Breuner et le tailleur de pierre et sculpteur Johann Jacob Pock, concernant l'érection d'un nouveau maître-autel à Saint-Étienne. C'est l'une de ses dernières actions officielles.
Le 4 octobre 1641, le maître d'œuvre de la cathédrale formule son testament, où il précise : « je lègue au Maître Hannssen Herstorfer (de), citoyen et tailleur de pierre, tous mes outils d'artisan... dans le cas où mon épouse qui est mon héritière, ne se remarierait pas avec un artisan du même métier ».